# Dan Hrubý
Dan Hrubý (* 17. prosince 1968 Praha) je český publicista, spisovatel a nakladatel. Je autorem řady knih a reportáží o zmizelé Praze. 

## Život
Dan Hrubý se narodil v roce 1968 na pražském Starém Městě. Vystudoval Fakultu sociálních věd Univerzity Karlovy. Během sametové revoluce v roce 1989 spoluzakládal Studentské listy. Zde působil do roku 1991. Poté nastoupil do týdeníku Reflex, kde vedl sekci zaměřenou na historii a dění ve světě. V letech 1995–2021 byl v Reflexu také spoluscenáristou komiksu Zelený Raoul. Jako spoluautor se také podílel na komiksu Dlouhý nos, který vycházel v Lidových novinách.
V letech 2010 až 2013 působil jako vedoucí magazínové přílohy Pátek Lidových novin, poté se vrátil zpět do týdeníku Reflex. V roce 2015 vstoupil do Nakladatelství Pejdlova Rosička, kde vydal i první dva díly Pražských příběhů, které se staly oba bestsellerem. V roce 2018 založil Nakladatelství Pražské příběhy, které se věnuje převážně historii a Praze.
Dvakrát získal cenu Egona Erwina Kische, dvakrát výroční vydavatelskou cenu společnosti Ringier (za reportáže z KLDR a Gruzie v době padesátého výročí Stalinovy smrti), jednou také Prémii Miroslava Ivanova za literaturu faktu. Kniha Návrat do Jeruzaléma získala cenu pro nejlepší knihu ilustrovanou fotografiemi (jejich autorem byl Jan Šibík). V roce 2017 obdržel za literární přínos Cenu Prahy 1.

## Dílo
- Čekání na Golema, 2006
- Návrat do Jeruzaléma, 2006
- Čína. Zpráva o zrodu velmoci (spoluautor Jaromír Bosák), 2008
- Cesta Pražským kruhem, 2009
- Procházky starou Prahou (speciál týdeníku Reflex), 2014
- Pražské příběhy. Na cestě Malou Stranou, 2015[3]
- Procházky tajemnou Prahou (speciál týdeníku Reflex), 2016
- Pražské příběhy 2. Cesta na Hradčany, Nový Svět a zpátky na Malou Stranu, 2016
- Procházky mizející Prahou (speciál týdeníku Reflex), 2017
- Pražské příběhy 3. Z Malostranských zákoutí až do Jiného Světa, 2018